# Walter Rau Lebensmittelwerke

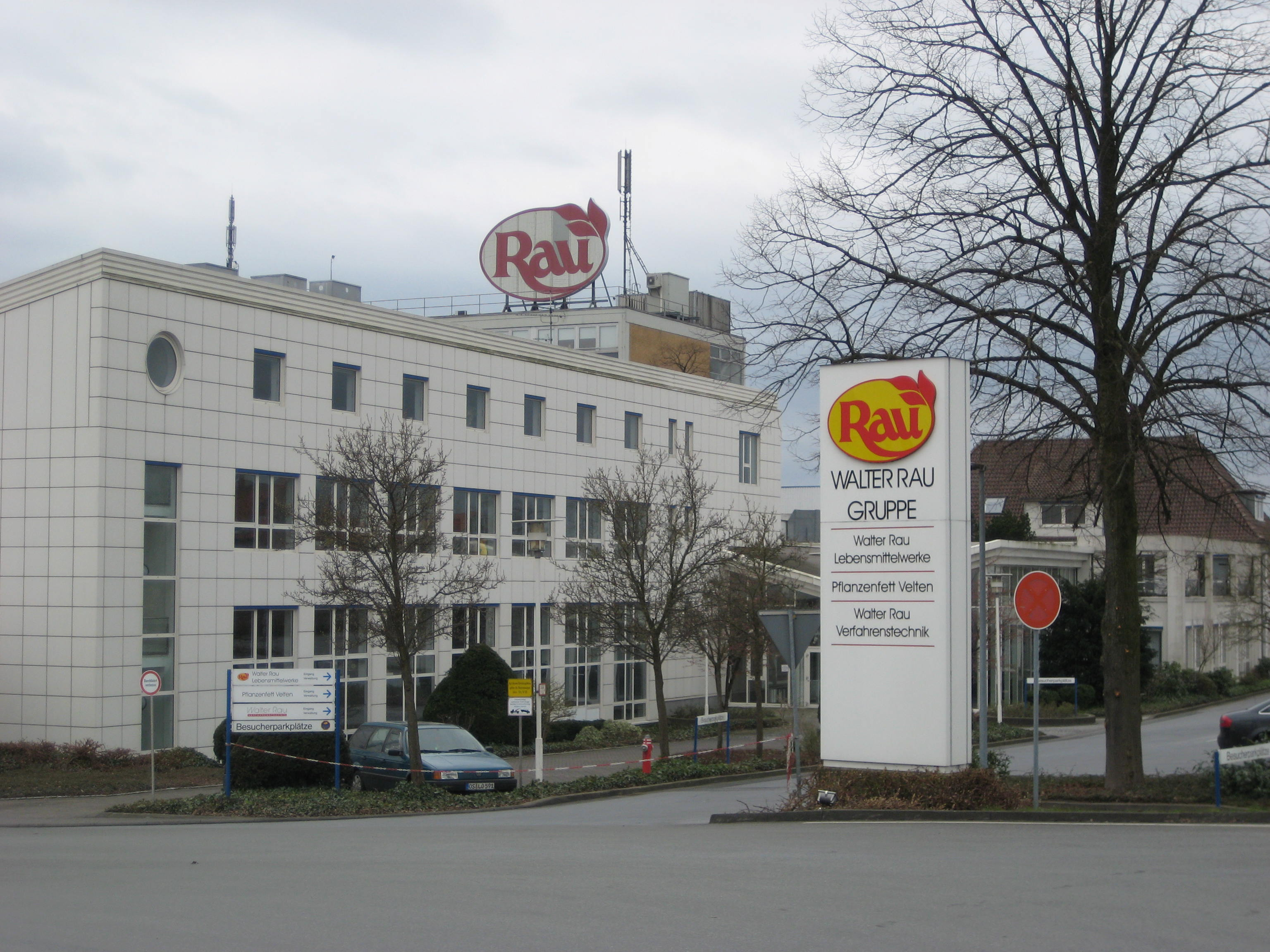
Produktionsstätte in Hilter

Die Walter Rau Lebensmittelwerke GmbH ist ein 1903 in Hilter am Teutoburger Wald (Niedersachsen) gegründetes Unternehmen der Lebensmittelindustrie und gehört zum US-amerikanischen Bunge-Konzern.

## Geschichte
Walter Rau kaufte 1903 den Meierhof Suderhof in Hilter und nahm dort die Herstellung von Margarine auf. Dort hat das Unternehmen seit der Gründung seinen Sitz. 1929 erweiterte Walter Rau das Unternehmen, indem er die Ölmühle Simons in Neuss kaufte. Zwischen 1935 und 1939 wurde es räumlich nach Berlin und Hagenow in Mecklenburg erweitert, wo er einen Käsehersteller eingliederte. 1937 gründete er die Walter Rau Walfang AG zur Rohstoffbeschaffung (siehe Walfang). Ein Fangboot dieser Flotte, die Rau IX, liegt im Außenbereich des Deutschen Schifffahrtsmuseums in Bremerhaven und kann besichtigt werden. Unternehmensgründer Walter Rau starb 1940.
Nach Ende des Zweiten Weltkriegs kaufte sich das Unternehmen in die Hansa Mühle AG, Hamburg-Wilhelmsburg ein und gründete am Unternehmenssitz in Hilter eine Spedition. In den 1950er Jahren expandierte das Unternehmen unter der Leitung von Raus Schwiegersohn Hubertus Carls. Walter Raus Sohn Ulrich trat ab 1958 nach zahlreichen Gerichtsverfahren bis vor den Bundesgerichtshof gegen seinen Schwager Hubertus Carls und seine Mutter schrittweise in die Unternehmensleitung ein. In Hamburg wurde 1966 die Herstellung von Tiefkühlprodukten begonnen, die seit 1969 auch in Hilter produziert werden. 1985 dehnte sich das Unternehmen durch den Kauf der Tetzlaff & Wenzel GmbH nach Bremen aus. Nach der Wende kamen der VEB Speiseproduktionsbetriebe Halle (Saale) und die Pflanzenfett Velten GmbH in Velten (geschlossen 2007) in den Besitz des Unternehmens. Das Jahr 1999 brachte den Wechsel zur dritten Generation in der Unternehmensleitung, als Hubertus Rau, der Enkel des Unternehmensgründers, die Geschäftsleitung übernahm. Im selben Jahr wurde die Hansa-Tiefkühlmenü GmbH & Co. KG aus dem Unternehmen ausgegliedert und die Unternehmensanteile in Neuss verkauft. Auch die Walter Rau Neusser Öl und Fett AG gehört mehrheitlich zu Bunge.
Im Februar 2008 wurde das bisherige Familienunternehmen von dem US-amerikanischen Bunge-Konzern übernommen. Im August 2009 wurde die Rechtsform von einer GmbH & Co. KG in eine GmbH umgewandelt und im Oktober 2009 ein Gewinnabführungsvertrag mit der Muttergesellschaft Bunge Deutschland GmbH abgeschlossen. Im selben Jahr wurde das Dressinggeschäft an die Gesellschaft International Food Retail Capital veräußert.

## Geschäftsbereiche
Die seit den 1960er Jahren bestehende Marke Deli-Reform ist die Kernmarke. Für die Handelsmarken werden u. a. die Buttella-, Vitareform- und Looping-Margarine von Aldi von den Walter Rau Lebensmittelwerken hergestellt.